# Маона Хіоса і Фокеї
Маона Хіоса і Фокеї (італ. Maona di Chio e di Focea) (1346—1566) — маона (компанія пайщиків або акціонерів), сформована в XIV столітті для експлуатації острова Хіос і портового міста Фокея і стягнення податків для Республіки Генуя. Генуя продала права на свої податки акціонерам маони, які зібрали кошти для оренди галер та найму військ для захоплення острова Хіоса і міста Фокея.

## Походження та етимологія
Маоною називалась середньовічна італійська асоціація інвесторів або пайщиків, яка зазвичай створювались з метою відкупу податків. Маони були одними з попередників сучасних акціонерних товариств, Етимологія слова маона, за найпопулярнішою версією, походить від арабських слів معونة‎ (ma’ūnah — допомагати) чи معاونة‎ (mu‘āwanah — взаємна допомога). Пайовиків маони називалися маонесі. Крім Маони Хіоса та Фокеї, до відомих маон відносяться також Маона Корсікі, якій в 1378 році передали управління цим островом у зв'язку з арагонським вторгненням і Маона Кіпру (див. Кіпро-генуезька війна).

## Передумови

### Політична ситуація в Малій Азії та Егейському морі
Станом на другу половину XIII століття Візантія втратила майже усі материкові території в Малій Азії і материкова Фокея та прибережні острови, такі як Хіос, Лесбос, Кос та інші утворювали фактичний візантійський акнлав серед різних тюркських бейликів, що утворились на території держави Сельджуків.
З підписанням в 1261 році Німфейського договору, Генуезька республіка забезпечила собі сприятливі умови і торгове панування в Чорному морі та інших територіях відновленої Михаїлом VIII Палеологом Візантійської імперії. Наприкінці XIII — на початку XIV століття при Візантійському дворі набули великого впливу різні генуезькі родини, зокрема династія Дзаккарія. Імператор Михаїл VIII Палеолог віддав заміж свою сестру за адмірала Бенедетто Дзаккарія. У свою чергу, його брат Мануеле Дзаккарія отримав у володіння Фокею, прибережне місто в Малій Азії, багате покладами галунів. Мануеле перетворив свої володіння в автономну сеньйорію та організував успішну торгівлю галунами, які видобувались в околицях міста. Після смерті Мануеле сеньйором Фокеї став його брат Бенедетто I, який у 1304 році додатково захопив острів Хіос, а також острови Самос і Кос, і заснував на новій підконтрольній території недовговічну острівну Хіосську сеньйорію. Імператор Андронік II Палеолог був безсилий повернути Хіос військовим шляхом і визнав Бенедетто Дзаккарія правителем Хіоса, Самоса та Коса під візантійським сюзеренітетом на 10 років, який потім поновлювався з п'ятирічними інтервалами. Хіос був невеликою, але багатою областю, з якою вдавалося отримувати річний дохід у 120 тисяч золотих візантійських гіперперонів.
В 1328 на візантійський престол зійшов Андронік III Палеолог, при якому почалося активне будівництво нового флоту. В 1329 візантійський імператор, використовуючи як привід несанкціоноване будівництво Дзаккарія фортеці на Хіосі, відправив свій новий флот до володінь Дзаккарія і, після захоплення Хіоса та Фокеї, повернув ці території під контроль Візантійської імперії.
Оскільки з другої половини XIII століття Генуя активно розвивала свої торгові факторії в Галаті, в Криму та на узбережжі Чорного моря і потребувала безпечних проміжних баз на морському шляху до своїх торгових чорноморських факторій, віднеовлення контролю над зручними портами Хіоса і Фокеї залишалось важливим завданням для Генуезької республіки.

### Генуезька експедиція для захоплення Монако
В 1346 році уряд республіки Генуя вирішив організувати напад на князівство Монако, яке управлялось генуезькою аристократичною родиною Грімальді і служило осередком для опозиційних генуезьких політиків, що втікли або були вигнані з Генуї. Але, оскільки скарбниця республіки була надто виснажена, республіка вирішила організувати цей похід за приватні кошти. Відповідно, було зроблено заклик до патріотизму приватних громадян, при цьому Республіка відшкодувати в майбутньому цим громадянам їх витрати на експедицію, а до того моменту брала зобов'язання виплачувати вдсотки на їх внески з річних доходів держави. Кожен передплатник заплатив 400 генуезьких лір; двадцять шість галер було оснащено простолюддям і три — дворянами. Сформований таким чином флот з 29 галер був відданий під командування адмірала Сімоне Віньйозо.
24 квітня 1346 року приватний генуезький флот відплив в напрямку Монако. Отримавши звістку про наближення флоту, опозиційні генуезькі дворяни завбачливо залишили Монако і втекли до французького Марселя, звідки багато з них в складі загонів генуезьких арбалетників потрапили до лав французької армії і через чотири місяці значна частина їх загинула в битві під Кресі проти англійців на чолі з Едуардом III. Таким чином формальна місія по очищенню Монако від генуезьких втікачів, для якої збирався генуезький флот була виконана. Але Сімоне Віньйозо не хотів розпускати зібраний флот, так і не використавши його у справі.

### Захоплення Хіоса та Фокеї

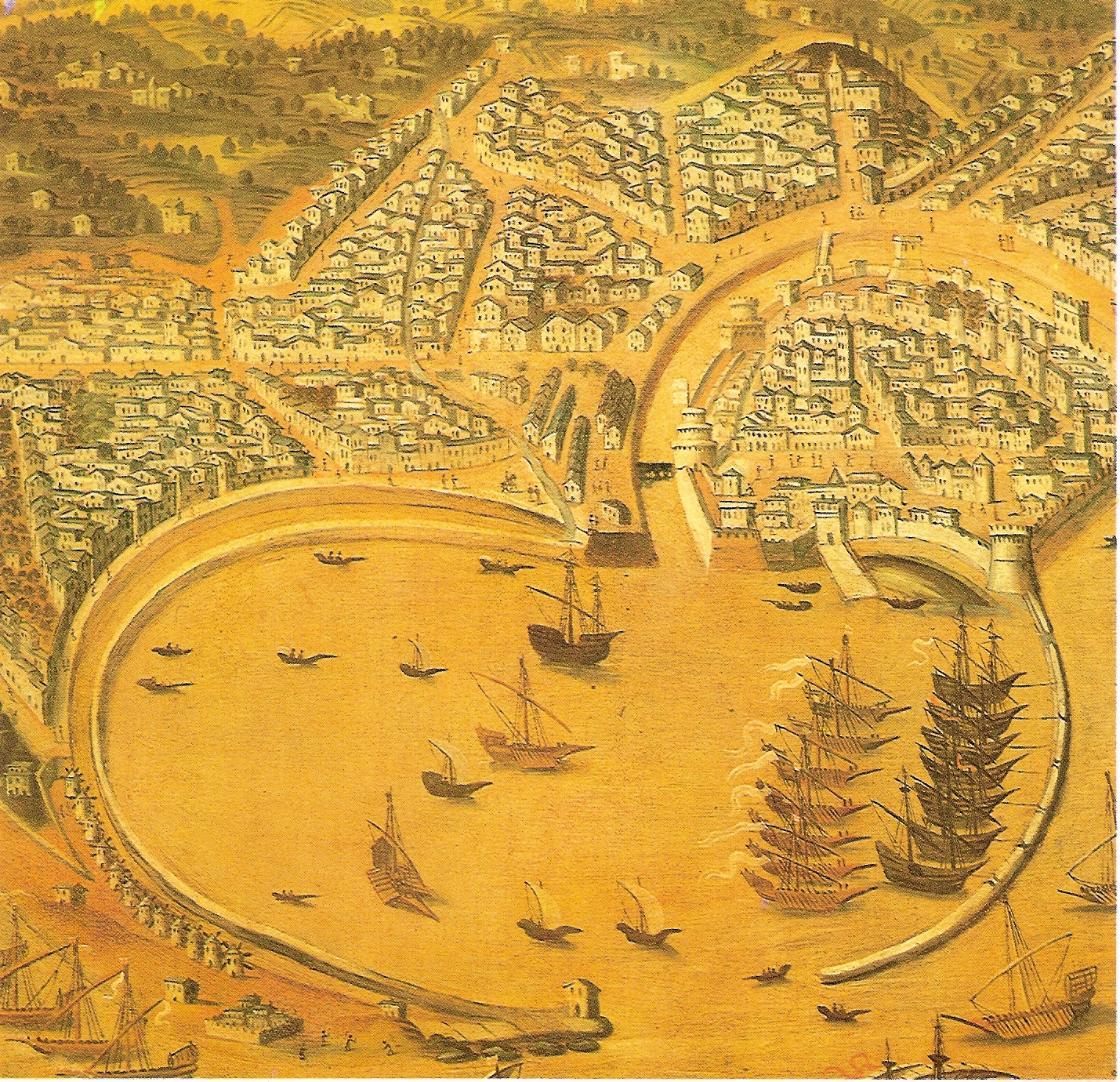
Місто Хіос в другій половині XVI ст.

Руйнівна громадянська війна у Візантії, що тривала в імперії в 1341—1347 роках і призвела до її значного послаблення, надала генуезцям гарну нагоду відновити свій контроль над Хіосом і Фокеєю. Крім того, генуезцям стало відомо про плани їх конкурентів з Венеції захопити Хіос для себе. Тож на початку літа Сімоне Віньйозе вирішив використати приватний генуезький флот з 29 галер, набраний для нападу на Монако для підкорення Хіоса та материкових міст Нова і Стара Фокея.
Прибувши до Хіоса, Веньозо запропонував хіотам захист від нападів тюркських еміратів з Малої Азії та венеційців в обмін на визнання влади Генуї та підняття генуезького прапору. Оскільки хіоти відхилили пропозиції генуезців, в середині липня почалася систематична облога замків на острові Хіос. Після того, як генуезці завоювали менші фортеці острова (Волісос, Кардаміла тощо), вони приступили до щільної облоги головноїх фортеці в місті Хіос. Гарнізон міста та замку офіційно здалися 12 вересня 1346 року. Згідно умов капітуляції, укладеної в церкві Святого Миколая, вельможі та решта жителів Хіосу досягли визнання привілеїв і збереження їхніх релігійних свобод, хоча останні не були повністю дотримані, оскільки місцева православна церква зазнала певних утисків і дискримінації.
Після невдалого повстання 1347 року та значної чисельної переваги (менше 10 % населення у 1395 році) латиняни зберегли легкий контроль над місцевим населенням, залишаючись переважно в місті та дозволяючи повну релігійну свободу.

## Заснування Маони
Після успішного завоювання Хіоса і повернення флоту до Генуї, власники кораблів, що були орендовані для нападу на Монако, а згодом використані для захоплення Хіоса виставили державі рахунок на суму в 250 тис. генуезьких лір для покриття їх витрат на похід. Після тривалих дискусій, 26 лютого 1347 року між комуною Генуї та групою кредиторів, представленою генуезьким адміралом Сімоне Віньозо, було досягнуто угоди. Група кредиторів сформувала компанію пайщиків (маону), яка отримала назву Маона Хіоса і Фокеї.
Згідно досягнутої домовленості заборгованість судновласникам була погашена акціями, або «луогі», на суму 203 тис. генуезьких лір. Це було менше, ніж вимагали судновласники, але, на додаток до доходів, які забезпечували «луогі», вони також отримали власність і права управління Хіосом і Фокеєю. Хоча формально суверенітет над Хіосом належав Генуезькій республіки, яка надіслала на острів свого представника — подесту, фінансова та цивільна адміністрація передавалась до повноважень Маони, одна з ранніх її конституцій включала також право карбування монети. Члени компанії протягом мали право на доходи, отримані від природних або економічних ресурсів острова. Натомість вони повинні були платити Генуї щорічну данину.

## Нова Маона або Маона Джустініані
Генуезці, що мешкали на Хіосі та інше населення острова (з якого 80 % складали греки) вважались підданими Республіки Генуя. Спочатку багато інвесторів Маони і, отже, члени адміністрації острова були громадянами і жителями Генуї. Через два роки початкові акціонери, які жили в Генуї, продали свої акції деяким колоністам, які вже жили на Хіосі, або генуезьким громадянам, які переселились на острів.
Поступово частки Маони сконцентрувалися в руках восьми людей, які сформували Нову Маону, яка отримала управління від Старої. Більшість партнерів Нової Маони утворили на Хіосі такий специфічний генуезький інститут, як Альберго (клан з кількох родинних шляхетних сімей). Проте, на відміну генуезьких альберго, хіоський альберго фактично був не кланом, а комерційної асоціацією. Усі його учасники змінили свої прізвища на Джустініані. У зв'язку з цим Нова Маона також згадується як Маона Джустініані.

Оскільки республіка не змогла викупити острів у Джустініані, Хіос залишався в їхньому володінні до його остаточного захоплення Османською імперією. Тим часом, крім сплати данини Генуї, членам Маони довелося сплачувати данину також спочатку з 1363 року візантійському імператору Іоанну V Палеологу і, нарешті, з 1457 року — османам.

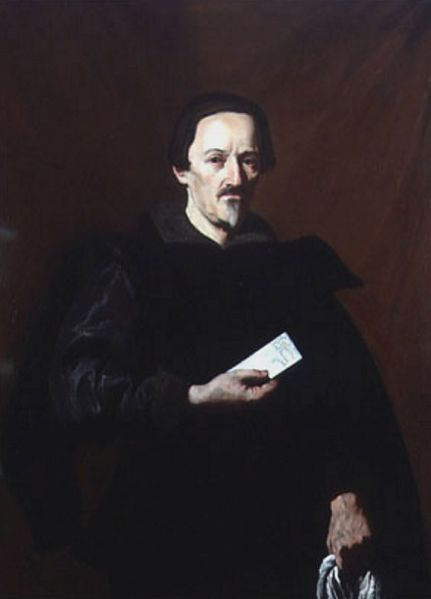
Вінченцо Джустініані, син Джузеппе Джустініані, останнього власника Маони Хіоса. Картина Ніколя Реньє

З юридичної точки зору, Генуя передала Маоне управління островом аж до відшкодування їх витрат у 203 тис. генуезьких лір, чого так ніколи і не сталося. Спочатку республіка передала Маоні відкуп на 29 років, який згодом продовжувався. Очевидно, це перший відомий історії випадок, коли комерційна компанія виконувала функції держави.
Генуезька родина Джустініані зі своєю Маоною керувала Хіосом, призначивши комісара та 52 генуатів (генуезьких представників) на острові: у ці роки (1346—1566) торгівля відродилася, і острів насолоджувався помітним процвітанням.
Генуезців більше цікавили комерційні прибутки, ніж влада, вони контролювали торгівлю мастикою, сіллю, галунами і дьогтем, торгівля вином і текстилем здійснювалася у співпраці з греками. Відносини грецького населення з генуезцями розвивалися відповідно до соціального класу, до якого належали грекі. Зокрема, дворяни, гарантуючи як свої привілеї, так і свої релігійні свободи, співпрацювали з генуезцями, навіть укладаючи змішані шлюби. Навпаки, решта жителів острова і особливо сільське населення страждали від адміністративної системи. Разом з тим Хіос був відкритий для атак з усіх боків, і Маоні доводилося постійно утримувати на острові гарнізон.
Місцеві представники генуезької влади захищали інтереси пайовиків Маони, а не місцевих жителів. Хоча Маона забезпечувала більшу безпеку і безпеку майна, ніж візантійська династія Палеологів чи лицарі Родосу, грецьке населення було майже повністю виключено з управління власним островом, що посилювалося релігійною ворожнечею (між італійськими католиками і православними греками). Місцевий православний єпископ також мав затверджуватись Маоною.

## Втрата Хіоса і ліквідація Маони

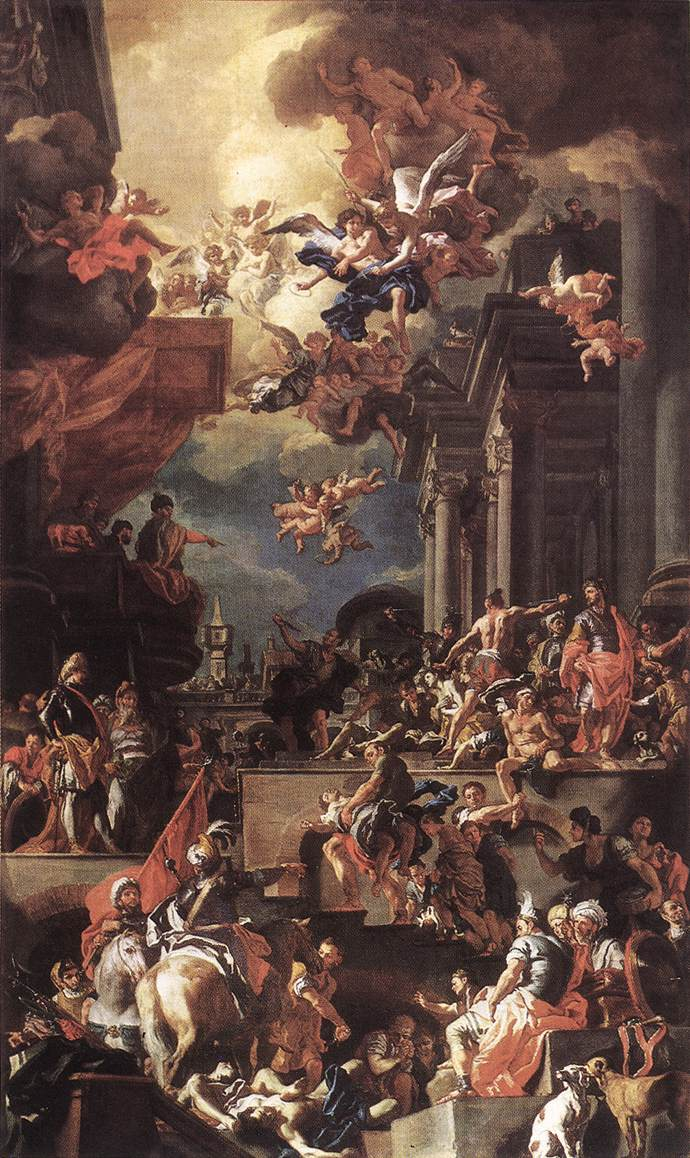
«Винищення Джустініані на Хіосі» Франческо Солімена

В 1403 році, після поразки османів в Ангорській битві, османський претендент на престол Сулейман Челебі згідно Галліпольської угоди звільнив остров Хіос та Нову Фокею від сплати данини. Ця ситуація зберігалась при правлінні Мехмеда I, переможця у боротьбі за престолонаслідування Османської імперії, але після смерті Мехмеда в 1421 відносини з генуезцями погіршились і вже в 1458 році, за часів Мехмеда Фатіха, Хіос погодився платити данину султану, але острів продовжував підпорядковувався Генуї, що не влаштовувало османів. У османського султана Сулеймана I був гарний привід покласти край правлінню Джустініані, оскільки острів служив притулком для втікачів-рабів і базою для християнських корсарів. Скориставшись цим приводом, в квітні 1566 року він послав для захоплення Хіоса османський флот на чолі з Піяле-пашою.
Османський флот встав на якір біля входу в гавань Хіоса 14 квітня. Піяле-паша надіслав правителям острова розпорядження з'явитися на його флагман. Там османський адмірал оголосив, що жителі Хіоса прогнівали султана, оскільки вони розсилають усюди шпигунів, надають притулок рабам-утікачам та італійським піратам і не платять данину. Судячи з усього, звинувачення були не безпідставні. Піяле-паша оголосив вимогу султана зайняти Хіос. Після переговорів з правителями острова, його війська висадилися на острів, боєприпаси і склади були конфісковані, було піднято турецький прапор. Потім на берег зійшов сам Піяле-паша. Двох солдатів, що образили мирних городян, показово посадили на кіл. На наступний день Піяле-паша наказав розбити статуї святих в соборі і двох церквах, і перетворити церкви на мечеті, хоча головний собор був залишений католицькому єпископу. Управителі острова були заарештовані і після відправлені в Кафу. Їх було звільнено лише через 4 роки після довгих прохань папи Пія V і французького посла.
Османи заарештували близько п'ятисот чоловік, що в більшості своїй не були жителями острова Хіос, їх завантажили на галери, щоб потім продати або отримати за них викуп. Серед них було безліч лицарів Мальтійського ордена, а також 12 правителів острова з родини Джустініані. Крім того, 21 підліток з родини Джустініані у віці між 12 і 16 роками були доправлені до Стамбулу. Легенди сім'ї Джустініані оповідають, що їх силою примушували зректися католицької віри і троє з них прийняли іслам, але решта 18 не підкорилися і були вбиті після жорстоких тортур 6 вересня 1566 року. За сімейними переказами вони були канонізовані.